# أريغارون الدببة
أريغارون الدببة (الاسم العلمي:Erigeron ursinus) هو نوع من النباتات يتبع جنس الأريغارون من الفصيلة النجمية.